# 通道街街道
通道街街道，是中华人民共和国内蒙古自治区呼和浩特市回民区下辖的一个乡镇级行政单位。

## 行政区划
通道街街道下辖以下地区：
滨河路社区、友谊巷社区、宽巷子社区、三顺店社区和义和巷社区。